# Goldlochspitz
Goldlochspitz är en bergstopp i Liechtenstein. Den ligger i den södra delen av landet, 7 km sydost om huvudstaden Vaduz. Toppen på Goldlochspitz är 2 110 meter över havet eller 51 meter över den omgivande terrängen. Bredden vid basen är 0,19 km. Goldlochspitz ingår i Rhätikon.